# Консерватория на Хох
Консерваторията на Хох (на немски: Dr. Hoch’s Konservatorium – Musikakademie, Hoch’sches Konservatorium) е висше музикално училище в Германия, провинция Хесен, град Франкфурт на Майн. В нея се обучават към 1000 студенти от около 80 преподаватели.
Основана е през 1878 година със средства в размер на 1 000 000 марки, дарени със завещание от франкфуртския юрист и предприемач Йозеф Хох (Joseph Hoch, 1815-1874) за създаване в града на висше музикално училище. Йоаким Раф е първият директор на училището, който поема цялата организация за създаване на консерваторията и започване на учебния процес.
На нейна основа през 1938 г. е създадено Франкфуртското държавно висше музикално училище. Консерваторията е открита през 1947 г. отново като учебно заведение, но с по-ниска степен на образование. Днес тя дава висше образование по музикална педагогика и по основните музикални специалности. От 2012 г. провежда обучение за образователна степен бакалавър.
Националната банка на Германия пуска през 1990 г. банкнота от 100 германски марки, посветени на Консерваторията на Хох. На едната страна на купюрата е изобразено нейната последна предвоенна сграда (разрушена по време на Втората световна война), а на другата – портрет на Клара Шуман, преподавала в консерваторията през 1878-1892 г.